# XXV. dinasztia
Az Ókori Egyiptom XXV. dinasztiája Kr. e. 752-től Kr. e. 664-ig irányította az országot. A núbiai származású dinasztia tagjai fekete bőrűek voltak. A dinasztia 5 fáraót adott Egyiptomnak:
- Piye (ur.: Kr. e. 752 – Kr. e. 721)
- Sabataka (ur.: Kr. e. 714 – Kr. e. 705)
- Sabaka (ur.: Kr. e. 705 – Kr. e. 690)
- Taharka (ur.: Kr. e. 690 – Kr. e. 664)
- Tanutamon (ur.: Kr. e. 664 – Kr. e. 656)